# Sonate pour piano no 54 de Joseph Haydn
La Sonate pour piano no 54 Hob.XVI.40 en sol majeur est une sonate pour pianoforte de Joseph Haydn. Composée en 1784 elle est dédiée à la princesse Maris Esterhazy. Le compositeur joua cette sonate le 3 juin 1785 à Eszterhaza.

## Structure
1. Allegretto innocente à 6/8 : tout à la fois un rondo et un tema con variazioni.
2. Presto à 4/4

## Source
- François-René Tranchefort, Guide de la musique de chambre, éd. Fayard 1987, p. 403  (ISBN 2-213-01639-9)